# Baschi (Umbrien)
Baschi ist eine italienische Gemeinde mit 2555 Einwohnern (Stand 31. Dezember 2023) in der Provinz Terni in der Region Umbrien.

## Geografie

Lage der Gemeinde Baschi in der Provinz Terni

Die Gemeinde erstreckt sich über rund 68 km². Sie liegt etwa 50 km südwestlich der Regionalhauptstadt Perugia und rund 35 km nordwestlich der Provinzhauptstadt Terni am Tiber in der klimatischen Einordnung italienischer Gemeinden in der Zone D, 1665 GR/G.
Zu den Ortsteilen gehören Acqualoreto (425 m, ca. 80 Einwohner), Civitella del Lago (476 m, ca. 450 Einwohner), Collelungo (478 m, ca. 170 Einwohner), Morre (538 m, ca. 130 Einwohner) und Scoppieto.
Die Nachbargemeinden sind Montecchio, Orvieto und Todi (PG).

## Geschichte
Wahrscheinlich entstand der Ort am Ende des 8. Jahrhunderts, als Ugolino und/oder Galino di Biscaglia der Bizkaia mit Karl dem Großen in Italien erschien und von ihm das Castrum Vetus erhielt. Der Ort erhielt später den Spitznamen (Le Basque) von Ugolino, welcher heute noch namensgebend ist (Baschi bedeutet im Italienischen die Basken). Erstmals schriftlich erwähnt wird der Ort 1235 als Besitztum der Familie Baschi.

## Sehenswürdigkeiten
- Rathaus mit Antiquarium[4]

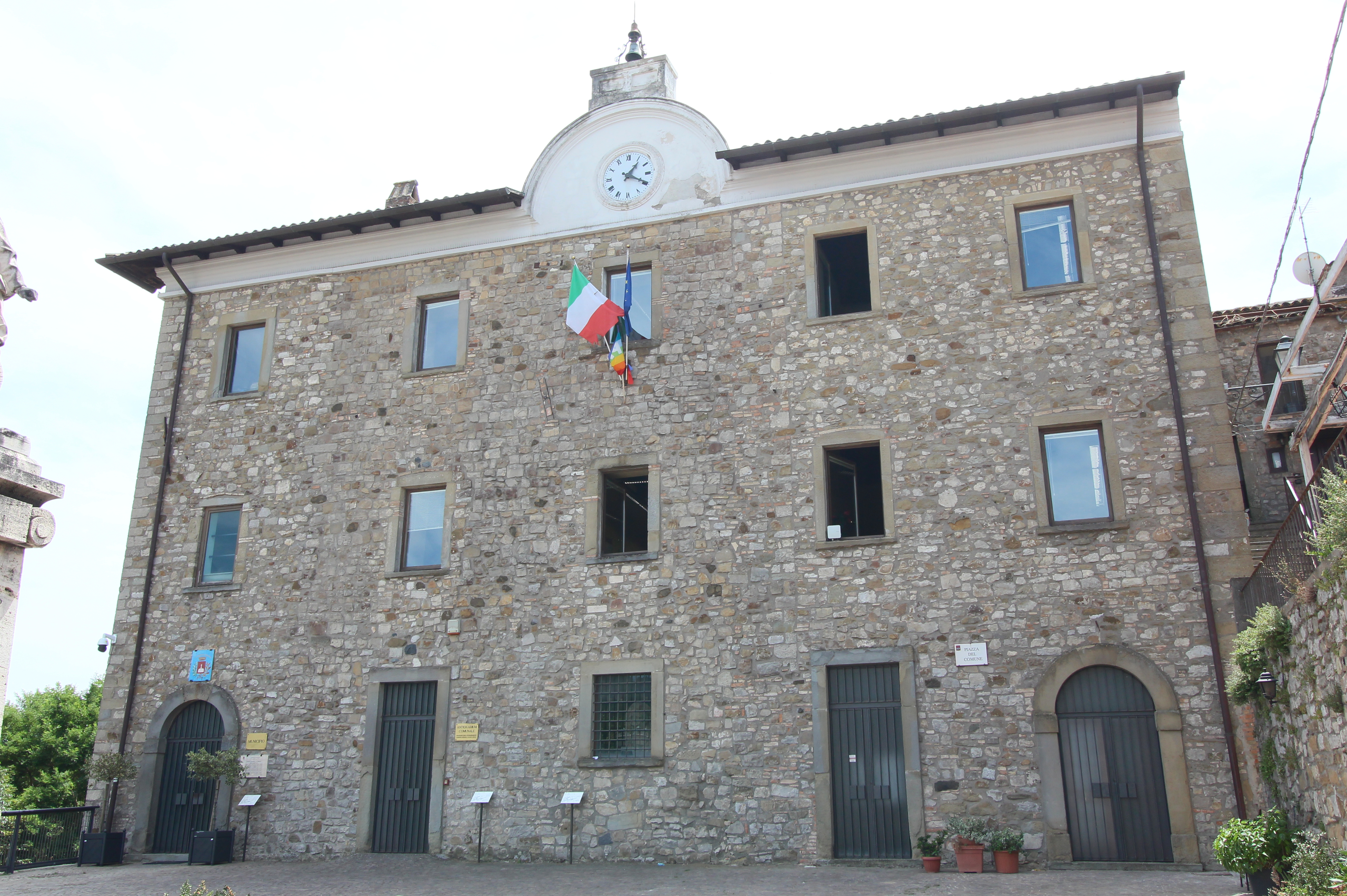
Municipio (Rathaus) und Antiquarium

- Chiesa parrocchiale di San Nicolò, Pfarrkirche aus dem 14. Jahrhundert, die von 1575 bis 1586 von Ippolito Scalza (Orvieto, 1532–1617) erneuert wurde. Sie enthält einen Flügelaltar mit den Werken San Giacomo di Compostella, La Madonna in trono col bambino e angeli, San Nicola von Giovanni di Paolo.
- San Rocco, Kirche kurz nördlich der Altstadt, die erstmals 1574 dokumentiert wurde.[5]
- Sant’Antonio Abate, Kirche kurz außerhalb der südlichen Stadtmauern unterhalb des Stadttores Porta Sant’Antonio, bereits 1330 als Santa Maria delle Grazie dokumentiert.[6]
- Chiesa dell’Annunziata, Kirche nördlich des historischen Zentrums, die im 14. Jahrhundert entstand. Enthält von Piero di Puccio ein Fresko der Verkündigung (Annunziata) aus dem Jahr 1399.[7]
- San Sebastiano, auch Madonna di San Sebastiano, 1210 erbaute Kirche südlich der Stadtmauern.[8]
- Sant’Angelo di Pantanelli, um das 12./13. Jahrhundert entstandene Einsiedelei, bei deren Gründung Franz von Assisi anwesend war. Diente den Herren von Baschi, der Familie Baschi, als Gräberstätte.[9]
- San Gemini di Massa, ehemalige Abtei der Benediktiner, von der heute nur noch wenige Mauern stehen. Die Abtei entstand vor oder um das 10. Jahrhundert und dominierte Tibertal, bevor der Stausee Lago di Corbara 1962 entstand.[10]
- Santa Maria Assunta, Kirche im Ortsteil Acqualoreto, die erstmals 1566 dokumentiert wurde.[11]
- Natività della Beata Vergine Maria, Kirche im Ortsteil Civitella del Lago, die um das 12./13. Jahrhundert entstand und 1690 vergrößert wurde.[12]
- Chiesa die Santa Lucia, Kirche im Ortsteil Collelungo aus dem 13. Jahrhundert.[13]
- Chiesa di San Donato, Kirche im Ortsteil Collelungo aus dem 13. Jahrhundert.[14]
- Sant’Andrea Apostolo, Kirche in Morre, die im 12. Jahrhundert entstand und in den 1950er Jahren wesentlich vergrößert wurde.[15]
- Sant’Ambrogio, Kapelle im Ortsteil Morruzze.
- San Giovanni Battista, Kirche im Ortsteil Morruzze, datiert 1559 in einem Mauergemälde.[16]
- San Pietro, Kirche in Scoppieto, die im 11. Jahrhundert entstand. Die Fresken der Apsis entstanden im 15. Jahrhundert.[17]
- Santuario della Pasquarella, auch Santa Maria dello Scoglio genannt, Sanktuarium nahe den Ortsteilen Acqualoreto und Morre, das am Ende des 11. Jahrhunderts durch die Kamaldulenser entstand.[18]
- Parco fluviale del Tevere, Naturschutzgebiet des WWF seit 1995, an dem der Ort neben vier weiteren Gemeinden der Provinz Terni (Alviano, Guardea, Montecchio und Orvieto) sowie derer von Monte Castello di Vibio und Todi (PG) beteiligt ist.

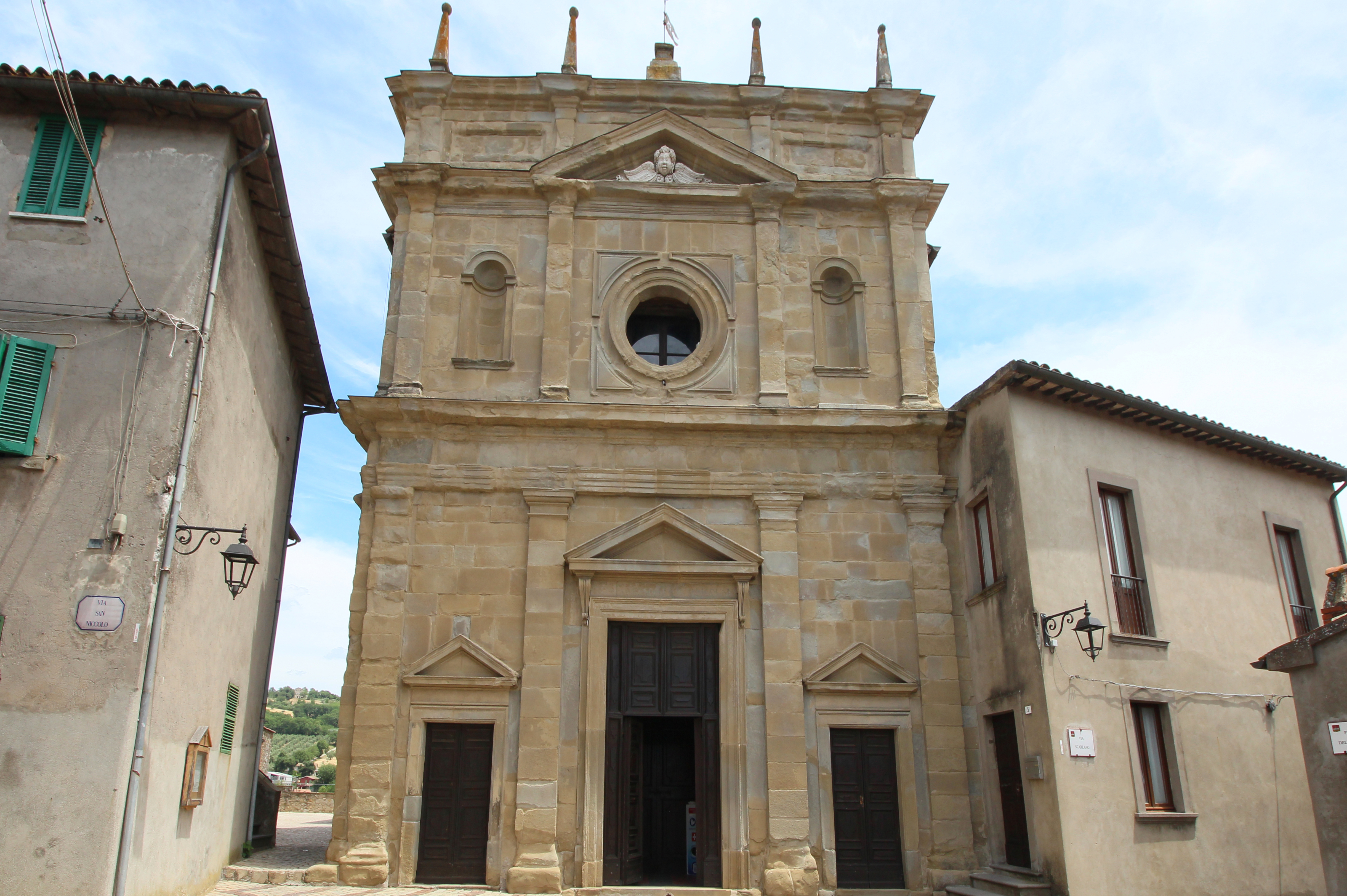
San Nicolò
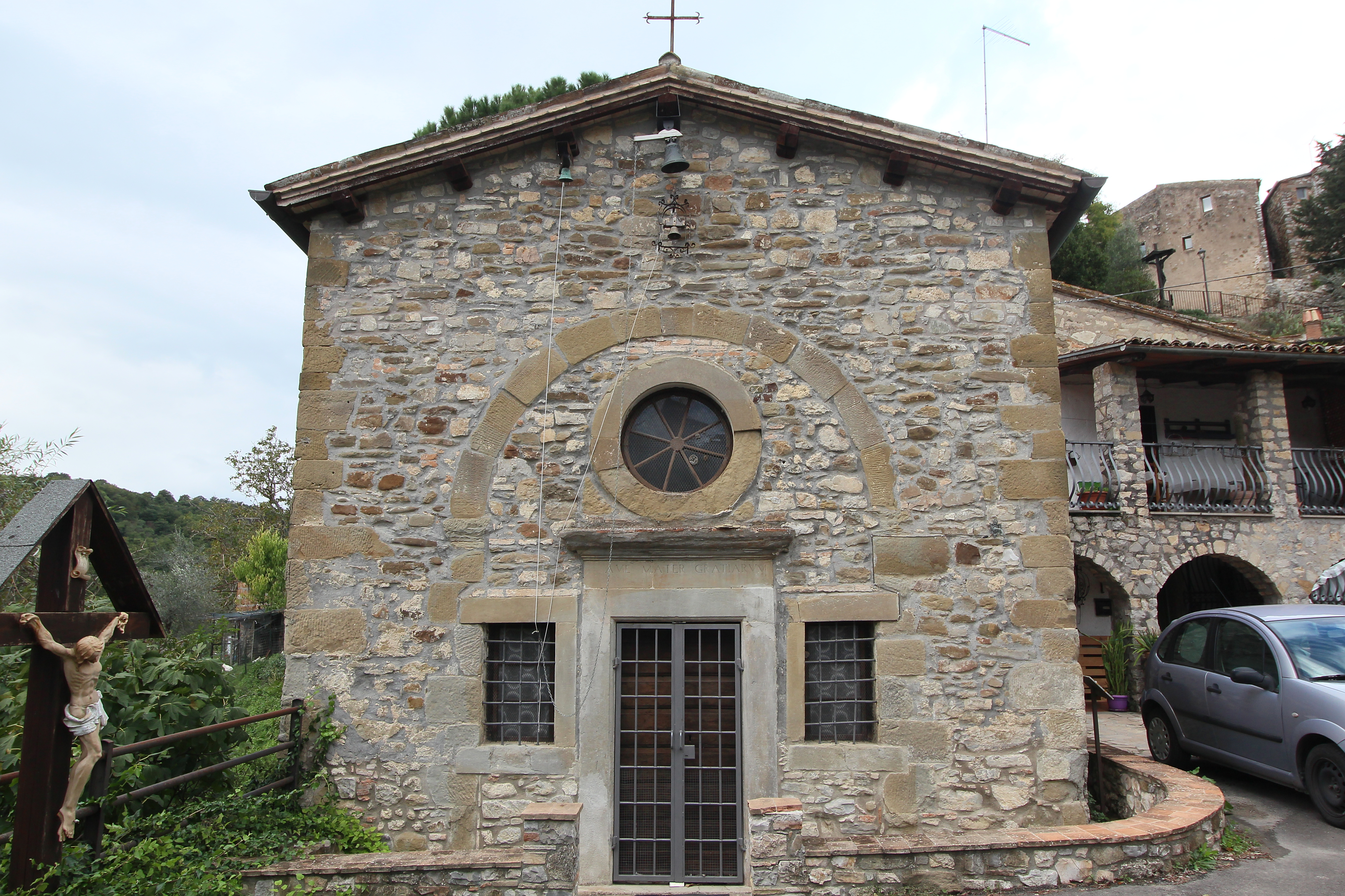
Sant’Antonio Abate
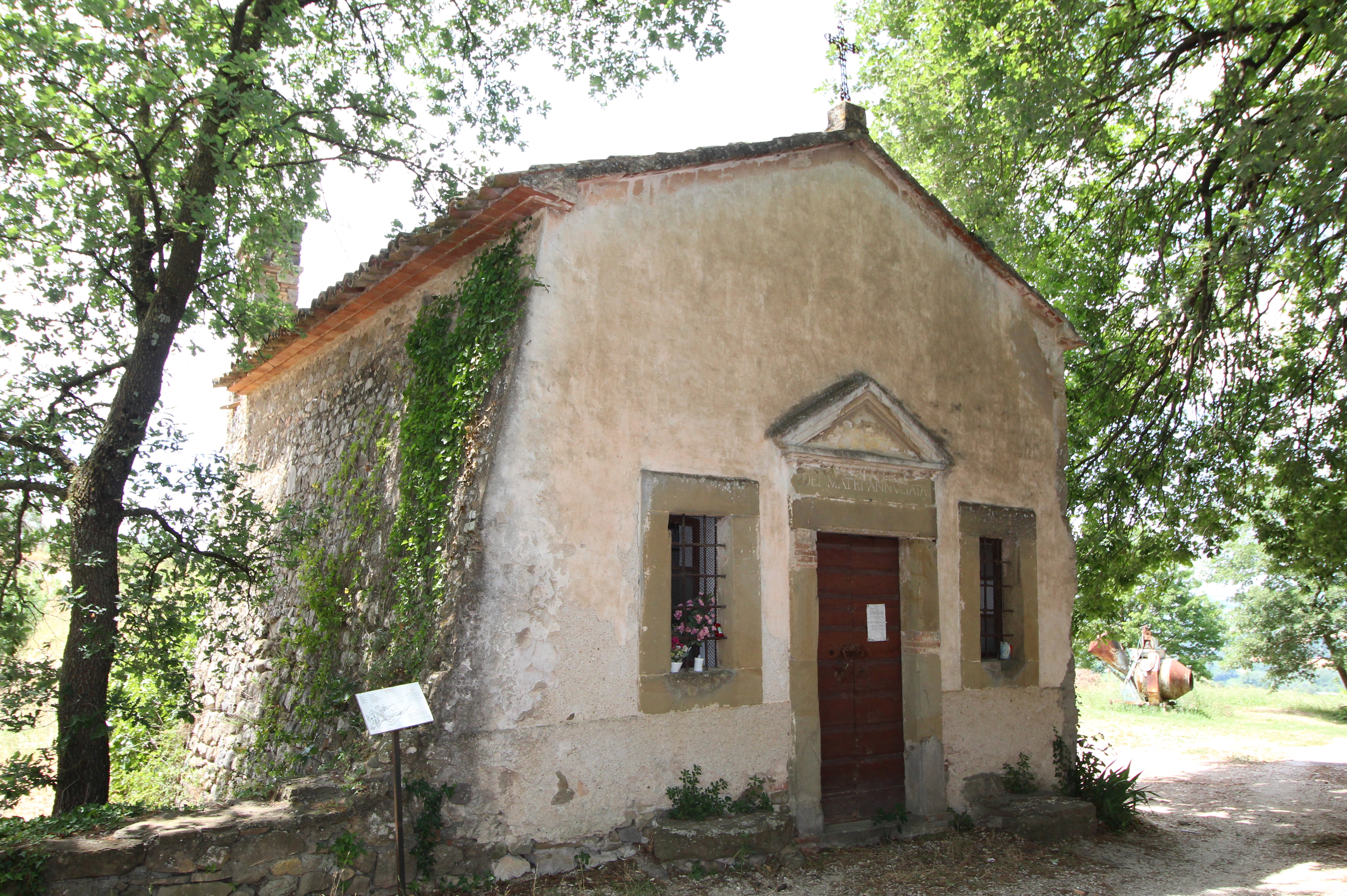
Chiesa dell’Annunziata
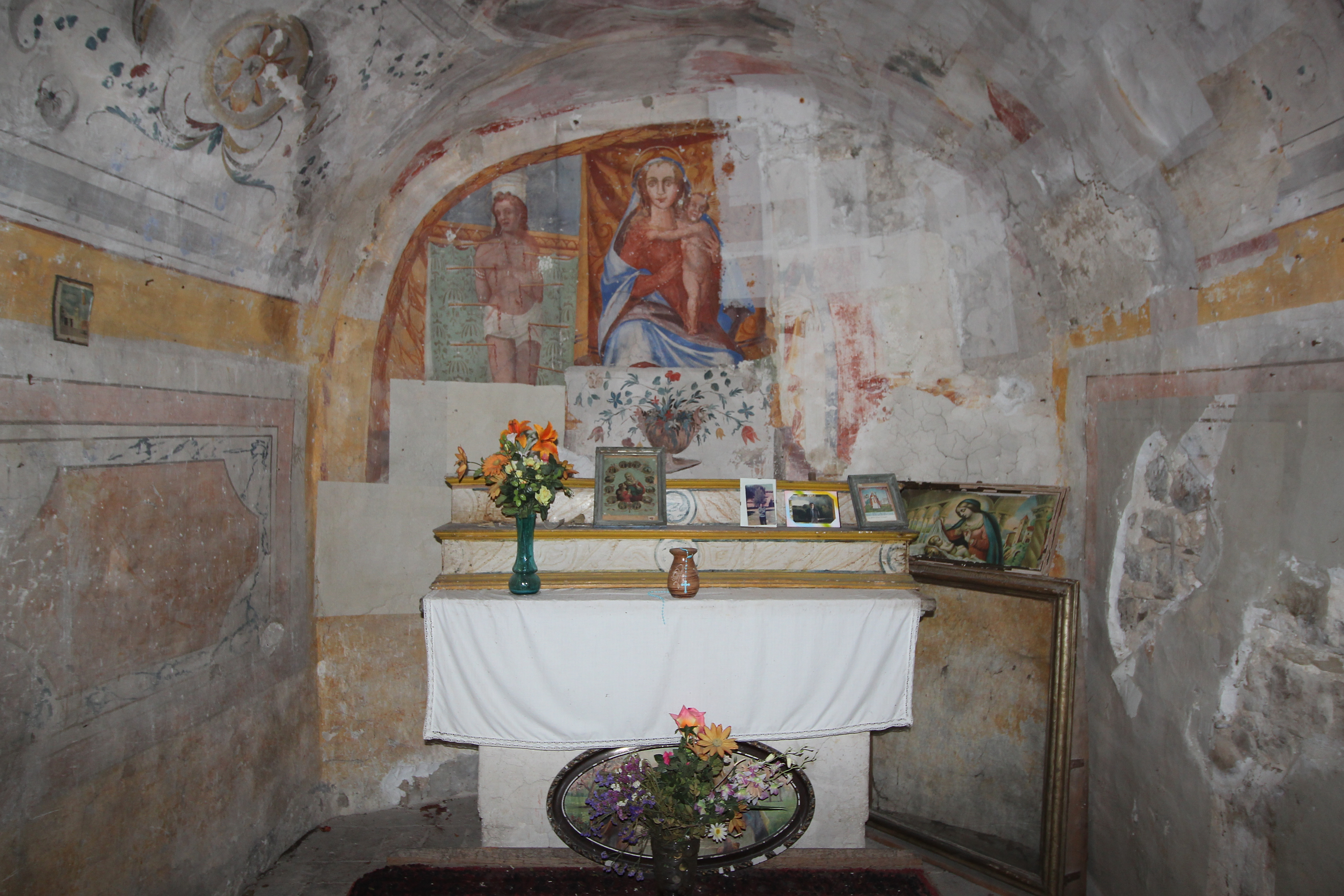
Fresken in der Kirche Madonna di San Sebastiano
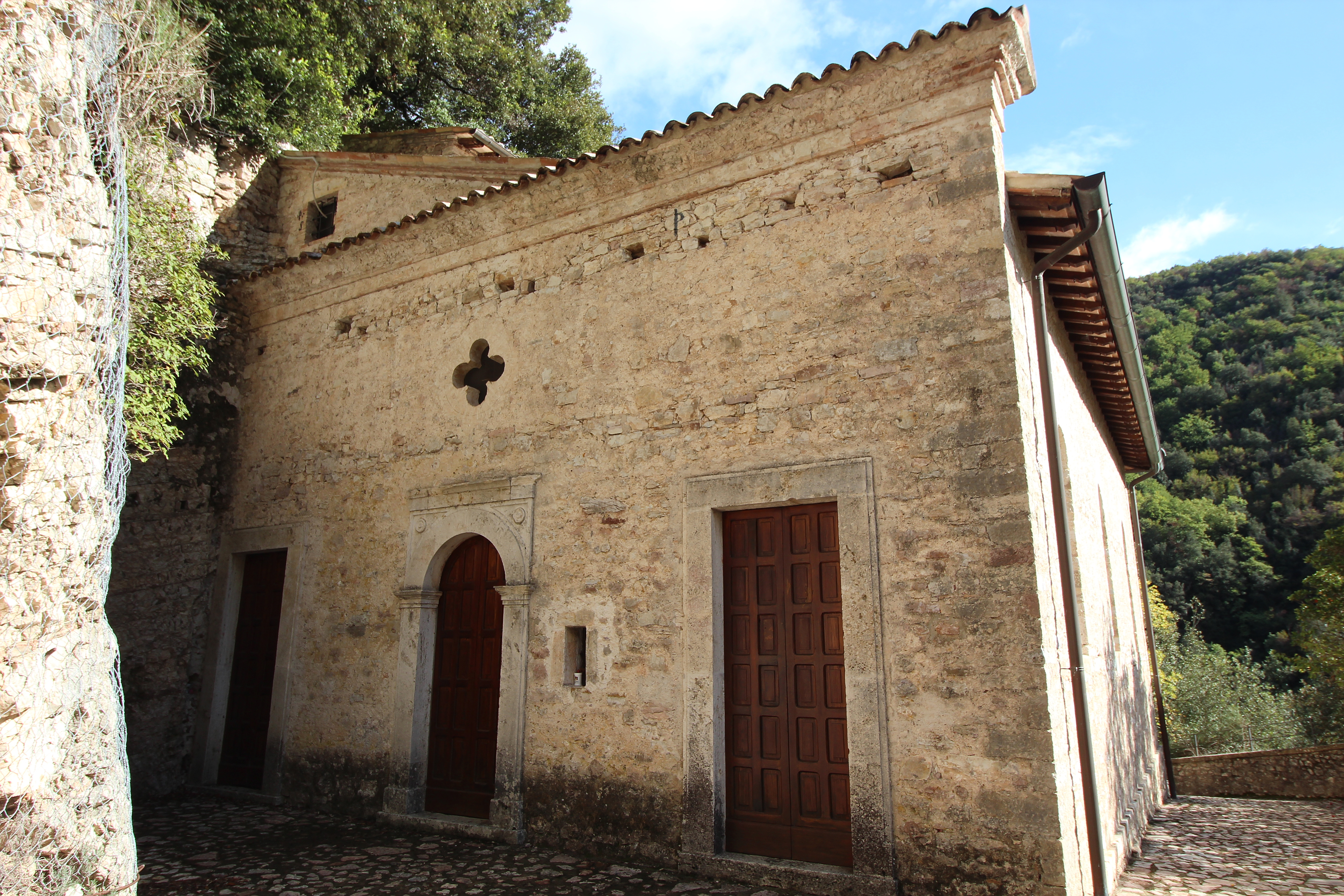
Santuario della Madonna della Pasquarella
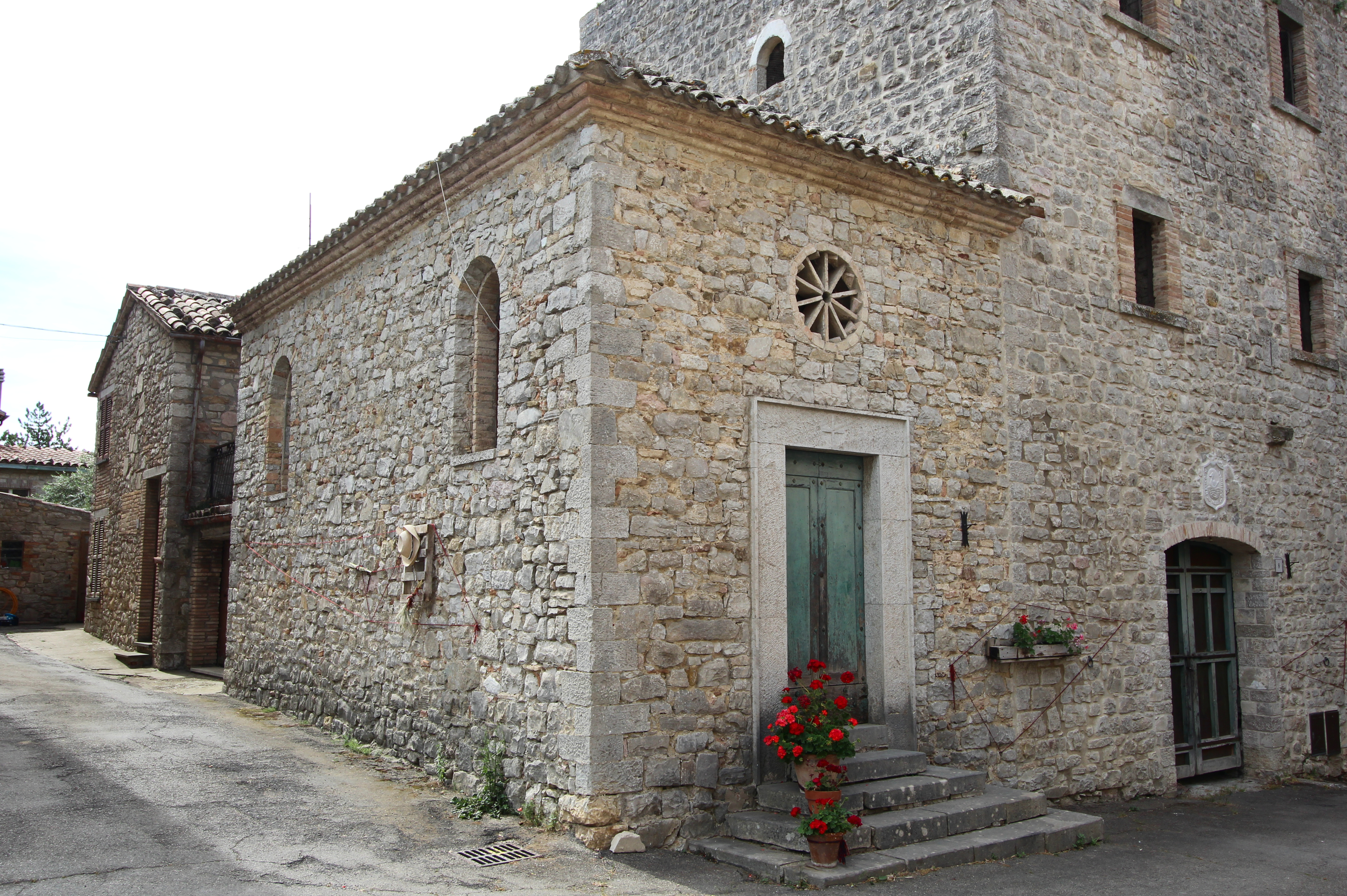
Sant’Ambrogio (Morruzze)
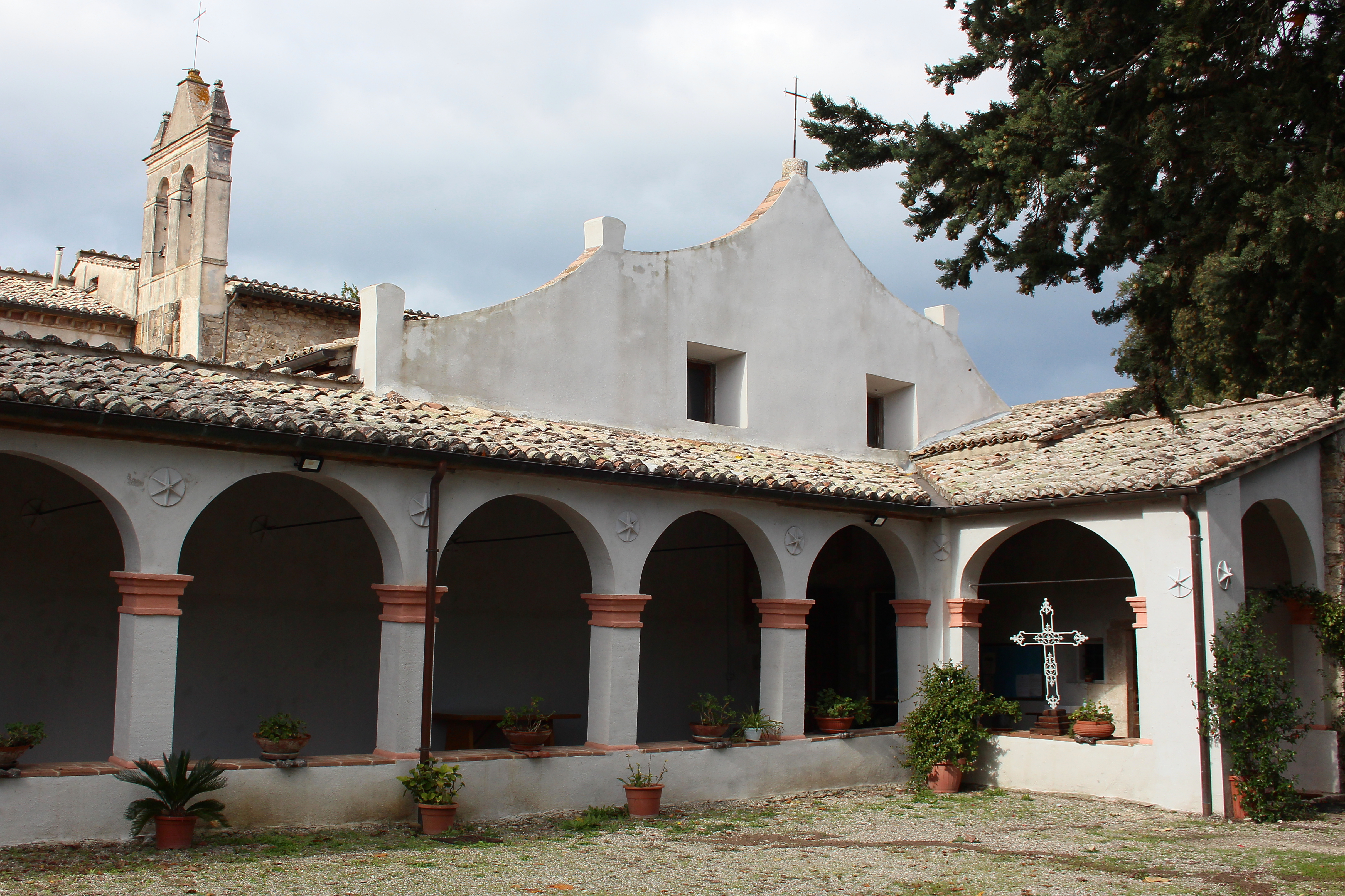
Sant’Angelo di Pantanelli